# Pteris madagascarica
Pteris madagascarica är en kantbräkenväxtart som beskrevs av Louis Agassiz. Pteris madagascarica ingår i släktet Pteris och familjen Pteridaceae. Utöver nominatformen finns också underarten P. m. lathyropteris.